# Dennis Moore
Dennis Moore, född 8 november 1945 i Anthony, Kansas, död 2 november 2021 i Overland Park, Kansas, var en amerikansk demokratisk politiker. Moore tjänstgjorde som kapten i United States Intelligence Corps och i United States Army Reserve. Han representerade delstaten Kansas tredje distrikt i USA:s representanthus 1999–2011.
Moore avlade 1967 grundexamen vid University of Kansas och 1970 juristexamen vid Washburn University. Han var distriktsåklagare för Johnson County, Kansas 1977–1989.
Moore besegrade sittande kongressledamoten Vince Snowbarger i kongressvalet 1998.
Han var gift med Stephene Moore.